# Болотов, Дмитрий Михайлович
Иеромонах Даниил (в миру Дмитрий Михайлович Болотов; 9 [21] марта 1837 или 9 марта 1837, Барыковка, Тульская губерния — 25 ноября [8 декабря] 1907 или 25 ноября 1907, Оптина пустынь) — русский церковный живописец и иконописец. Правнук Андрея Тимофеевича Болотова.

## Биография
Родился 9 (21) марта 1837 года в сельце Барыковка Епифанского уезда Тульской губернии (ныне — в Богородицком районе Тульской области), принадлежавшем майору Дмитрию Ивановичу Бибикову (1779—1844). Был первым ребёнком в семье дочери Д. И. Бибикова от первого брака Александры Дмитриевны (1813—?) и Михаила Павловича Болотова. Затем у них родились дочери: Мария (1 января 1839), Евгения (17 августа 1840), Варвара (1844), София (1845—1888) и Елена.
Склонность к рисованию проявилась у мальчика с раннего детства и с 17 лет (1854 год) он обучался в Петербургской Академии художеств, в период с 1854 по 1865 годы он упоминается как «вольноприходящий» ученик академии
Его сокурсниками были выдающиеся художники, Константин Маковский, Богдан Вениг, Алексей Литовченко, Василий Верещагин, Иван Шишкин, Карл Лемох, Алексей Корзухин — существенная часть товарищества будущих Передвижников.
На выставке, проходившей 22 декабря 1858 (3 января 1859) года за рисунок с натуры Дмитрий Михайлович был награждён серебряной медалью «второго достоинства». Позже были и другие награды — в 1861 году он был награждён малой и большой серебряными медалями. В 1862 году он был награждён большой серебряной медалью за конкурсный рисунок «Моисей иссякает воду из скалы», этот рисунок сохранился и с 1949 года находится в тульском музее.
С 1863 года начал участвовать в выставках. В 1865 году окончил академию со званием классного художника III степени. В 1866 году написал свой известный автопортрет, который хранится в фондах Русского музея, а в 1869 году ему была присвоена I степень. В 1876 году написал портрет художника И. К. Айвазовского и претендовал на звание академика, но не получил его.
Работы Д. М. Болотова хранятся в музеях и картинных галереях Санкт-Петербурга, Тулы, Ульяновска, Зарайска, Пензы, Новосибирска, Твери.
Имея склонность к монашеству, по благословению старца Амвросия Оптинского он поступил 2 апреля 1887 года в скит Оптиной пустыни. Здесь в 1905 году он познакомился с писателем С. А. Нилусом, который в книге «Великое в малом» (3-е изд., Сергиев Посад, 1911) поведал историю жизни Болотова. Иеромонах Даниил основал иконописные мастерские в Оптиной пустыни и в Шамординском монастыре; им была расписана в Оптиной пустыни братская трапезная. Им был создан портрет преподобного старца Амвросия на постели.
Скончался иеромонах Даниил 25 ноября (8 декабря) 1907 года. По желанию родственников похоронен он не в скиту, а около алтаря Введенского собора в монастыре.